# Suzanne Birt
Suzanne Birt  (née Gaudet, le 2 octobre 1981 à Summerside, Île-du-Prince-Édouard) est une joueuse canadienne de curling de Covehead.

## Carrière

### Juniors
Birt, une skip, est deux fois gagnantes du Championnat Canadien Junior de Curling (2001, 2002) et une ancienne championne mondiale junior de curling (2001). Elle a gagné une médaille d'argent aux Jeux du Canada de 1995.
Birt a participé au championnat canadien junior de curling en 1998, 1999 et 2000 avant de finalement le gagner.
Au championnat mondial de 2001, elle défait l'équipe suédoise de Matilda Mattsson pour la médaille d'or. Cependant, l'année suivante, elle gagna la bronze.

### 2003-2011
En 2003, Birt se qualifie pour le Tournoi des Cœurs Scotties pour la première fois. Son équipe jouât un impressionnant tournoi, allant 10-1 dans la ronde préliminaire, mais perdant ses deux parties éliminatoires. L'année suivante, son équipe eut une fiche de 2-9 au Tournoi des Cœurs Scotties 2004. En 2005, elle a perdu dans le tournoi provincial, mais revint aux Scotties en 2006. Au Tournoi des Cœurs Scotties 2006, l'équipe de Birt terminât avec 4-7 et au Tournoi des Cœurs Scotties 2007, elles finirent avec 6-5. Elles allèrent aux éliminatoires, mais perdirent au skipper Jennifer Jones du Manitoba au compte de 3-4. Birt jouât pour la cinquième fois dans le Tournoi des Cœurs Scotties 2008, finissant avec un record de 3-8. À son retour au Tournoi des Cœurs Scotties 2011, cette fois, dans sa ville de Charlottetown, l'équipe de Birt espérait augmenter leur élan laissé par les championnes précédentes de l'Île-du-Prince-Édouard, mené par Kathy O'Rourke, qui avaient été aux finales du Tournoi des Cœurs Scotties 2010. Malheureusement, Birt a eu de la misère, finissant avec un record de 6-5.

### À partir de 2012
Au premier Championnat de Curling de l'Atlantique, Birt et son équipe ne perdirent pas dans la ronde préliminaire. Elle avança aux semi-finales où elle gagna sur l'équipe d'Andrea Kelly du Nouveau-Brunswick.  Dans la finale, Birt rencontrait l'équipe de Colleen Jones, gagnante de six Scotties et championne du monde deux fois. Elle gagna le championnat, remportant un voyage en Suisse pour jouer dans la 'Bernese Ladies Cup'. Birt et son équipe furent fructueuses dans le tournoi, se qualifiant pour les éliminatoires. Elle défit Jan Betker du Canada en quart de finale, avant de perdre à Jennifer Jones aussi du Canada en demi-finale. Birt et son équipe jouèrent pour la médaille de bronze, où elles défirent Silvana Tirinzoni de la Suisse et se classèrent troisième dans la compétition.
Avec le départ du deuxième de Birt, Robyn MacPhee, la championne junior de l'IPE Sarah Fullerton, fut ajouté pour la saison 2012/2013.

## Vie personnelle
Suzanne marie Trevor Birt en juin 2008, devenant Suzanne Birt 

## Statistiques au Grand Slam
| Événement              | 2007–08 | 2008–09 | 2009–10 | 2010–11 | 2011–12 |
| ---------------------- | ------- | ------- | ------- | ------- | ------- |
| Autumn Gold            | NPP     | NPP     | NPP     | NPP     | NPP     |
| Manitoba Lotteries     | Q       | NPP     | NPP     | NPP     | NPP     |
| Sobeys Slam            | QF      | Q       | PGS     | Q       | PGS     |
| Players' Championships | NPP     | NPP     | NPP     | NPP     | NPP     |

Légende
- C - Champion
- F - Perd finale
- SF - Perd semi finale
- QF - Perd quart de finale
- Q - N'a pas fait les éliminatoires
- NPP - N'a pas participé
- PGS - pas un événement du Grand Slam cette saison